# Pearly Gates
Viola Billups (Alabama, Estados Unidos; 4 de julio de 1946), más conocida como Pearly Gates, es una cantante de soul estadounidense y exintegrante del grupo musical The Flirtations.

## Biografía
Se unió a The Flirtations con las hermanas Earnestine Pearce y Betty Pearce en 1964 y se trasladó con el grupo para Londres, Inglaterra en 1968, donde su música era popular. Pearly dejó el grupo en 1973 y lanzó su primer sencillo Sad Old Shadow con la Polydor Records bajo el nombre de Vie.
Ella no adoptó el nombre artístico de Pearly Gates hasta antes de su segundo sencillo Johnny and the Jukebox en 1974. Le siguieron varios sencillos más en los años setenta con RCA Records y Bronze Records, ella era, además una artista popular en la televisión, al tener apariciones regulares en el programa de Cliff Richard.
En 1979, completó su primer álbum Fading Into the Night con el productor Ian Levine, aunque el álbum se suponía que había sido lanzado por la cantante estadounidense Cobie Jones quien finalmente no lo hizo a las sesiones. El álbum, sin embargo, se convirtió en una víctima de la reacción discoteca y no fue lanzado hasta 16 años después.
En 1985, tuvo un gran hit con la canción Action y también estuvo de gira con Madeline Bell y Katie Kissoon, actuando con la orquesta de James Last. Dos de sus canciones del disco inéditas fueron lanzadas en Nightmare Gold, serie de 1987. En 1995, Levine registró seis nuevas canciones con ella (incluyendo una nueva versión de Action) y las lanzaron junto con su álbum perdido en 1979.
Pearly sigue actuando regularmente con The Flirtations quienes siguen siendo populares en la escena del Northern Soul. Ella también dirige su propia empresa de gestión, Viemanagement, trabajando con boy band, Dyyce y la cantante Anousha.
En 2007 grabó cuatro nuevas canciones, dos en solitario y dos con The Flirtations, para Ian Levine Centre City Records: Northern Soul 2007 y Disco 2008. En 2008 grabó dos pistas de estilo retro con la disquera escandinava Night Dance Records y con el tiempo evoluciona hacia un proyecto de álbum llamado On a winning streak, lanzado el 11 de marzo de 2010, una compilación de 20 pistas de grabaciones nuevas, incluyendo su sencillo de 2009 Roulette por The Flirtations, sus tres grabaciones para Centre City Records, cuatro grabaciones inéditas de 1977, producido por HB Barnum, y una canción nunca antes grabada, "Broken bottles", escrito por los Bee Gees. El paquete incluye también un DVD de 12 videos, uno de los cuales; Stop for Love se estrenó en YouTube, a finales de octubre de 2009, con el actor Zeb Atlas como la pareja de la cantante, un vídeo que atrajo 100,000 visitas en los seis meses posteriores.

## Álbumes
- The Best of Pearly Gates (Hot Productions, 1995)
- On a Winning Streak (Night Dance Records, 2010)

## Sencillos
- Sad Old Shadow / Stay (como Vie - Polydor, 1973)
- Johnny and the Jukebox / They Were Good Times (Polydor, 1974)
- Make It My Business to Get You Boy / You're the One for Me (RCA, 1975)
- Burning Love (Bronze, 1978)
- Fandango Dancing / Dancing on a Dream (Bronze, 1979)
- Action (Funkin' Marvellous, 1985)
- Sweet (Like Honey To a Bee) / Action (Funkin' Marvellous, 1985)
- Third Time Lucky (Funkin' Marvellous, 1986)
- No Two Ways About It (Nightmare Gold, 1987)
- Fading Into the Night (Nightmare Gold, 1987)
- One Less Bell to Answer / The Race Is On (Nightmare Records, 1989)
- One Time Too Many / Stop for Love (Night Dance Records, 2009)